# Élections législatives de 2020 au Nebraska
Les élections législatives de 2020 au Nebraska ont lieu le 3 novembre 2020 afin d'élire 25 des 49 membres de la Législature de l'État américain du Nebraska.

## Système électoral
La Législature du Nebraska est l'unique chambre de son parlement unicaméral. Il est composé de 49 sièges pourvus pour quatre ans mais renouvelé par moitié tous les deux ans au scrutin uninominal majoritaire à un tour dans autant de circonscriptions que de sièges à pourvoir.
Le Nebraska a la particularité d'être le seul des 50 États des États-Unis à posséder un parlement composé d'une seule chambre, et d'être le seul à être officiellement composé uniquement de membres sans étiquette politique. En pratique cependant, tous les candidats affichent leur affiliations à l'un ou l'autre des partis américains.
La législature est devenue unicamérale en 1934 via la suppression de sa chambre basse, la Chambre des représentants, dont les pouvoirs furent transférés au Sénat, la chambre haute. Depuis, les membres de la législature portent toujours le titre de sénateurs. Avec 49 membres, la législature est également la plus petite des cinquante États.

## Résultats
|       | Affiliés Parti républicain | 30 | 13 | 15 | 32 | 2             |  |  |  |
|       | Affiliés Parti démocrate   | 18 | 11 | 10 | 17 | 1             |  |  |  |
|       | Indépendants non affiliés  | 1  | 1  | 0  | 0  | 1             |  |  |  |
|       |                            |    |    |    |    |               |  |  |  |
| Total | Total                      | 49 | 25 | 25 | 49 | en stagnation |  |  |  |